# Vérissime de Lyon
Vérissime (en latin Verissimus) ou Vère (Verus) II est le 12e évêque de Lyon. Il succède à Tétrade dans la première moitié du IVe siècle.

## Biographie
Plus connu que ses prédécesseurs, Vérissime est présent au concile de Sardique (Sofia en Bulgarie) avec d'autres évêques des Gaules en 343. Lors de ce concile convoqué par le pape Jules Ier, les évêques condamnent l'arianisme et rappellent d'exil le patriarche d'Alexandrie saint Athanase le Grand, docteur et Père de l'Église. Il est, pour cette raison, mentionné dans l'Apologie contre les Ariens d'Athanase, ainsi que dans plusieurs écrits d'Hilaire de Poitiers.  
La religion chrétienne ayant été autorisée dans l'empire romain depuis l'édit de Milan en 313, on attribue à Vérissime la construction des premières églises de Lyon sur les lieux où furent enterrés les premiers martyrs et en particulier l'église dédiée aux saints Macchabées qui prendra plus tard le nom de son successeur saint Just.